# Sveti Anton (Mošćenička Draga)
Sveti Anton je naselje u Hrvatskoj u sastavu općine Mošćeničke Drage. Nalazi se u Primorsko-goranskoj županiji.

## Zemljopis
Jugozapadno je Grabrova, sjeverozapadno su Sučići, sjeverno je Obrš, sjeveroistočno su Gornji i Donji Kraj, jugoistočno je Mošćenička Draga.

## Stanovništvo
| broj stanovnika |       |       | 24    | 155   | 157   | 140   |       |       | 91    | 90    | 59    | 44    | 28    | 9     | 11    | 8     | 5     |
|                 | 1857. | 1869. | 1880. | 1890. | 1900. | 1910. | 1921. | 1931. | 1948. | 1953. | 1961. | 1971. | 1981. | 1991. | 2001. | 2011. | 2021. |